# Brachycentrus appalachia
Brachycentrus appalachia är en nattsländeart som beskrevs av Oliver S. Flint Jr. 1984. Brachycentrus appalachia ingår i släktet Brachycentrus och familjen bäcknattsländor. Inga underarter finns listade i Catalogue of Life.